# Igor Šesťorkin
Igor Šesťorkin (* 30. prosince 1995 Moskva) je ruský lední hokejista hrající na postu brankáře. Svou zemi reprezentoval na juniorských světových šampionátech, a sice v roce 2013 na mistrovství světa hráčů do 18 let, kde vybojoval čtvrté místo, a o dva roky později (2015) na juniorském mistrovství světa.

## Kariéra

### Klubová kariéra
Od sezóny 2012/2013 nastupuje v Mládežnické hokejové lize (MHL) za klub Spartaku Moskva. Objevil se též na soupisce tohoto mužstva pro zápasy Kontinentální hokejové ligy (KHL), ale do vlastního utkání nezasáhl. Následující sezónu (2013/2014) opět strávil ve Spartaku a odehrál za něj devět utkání v KHL a 42 zápasů (včetně playoff) v MHL, kterou Šesťorkinovo mužstvo v této sezóně vyhrálo a získalo mistrovský titul. Před sezónou 2014/2015 změnil působiště a začal nastupovat v barvách SKA Petrohrad. Odehrál za něj šest utkání v KHL, osm za SKA-Kareliya Petrohrad ve VHL a šestnáct za SKA-1946 Petrohrad v MHL. I během ročníku 2015/2016 postupně nastupoval za celky SKA Petrohrad (KHL), SKA-Něva Petrohrad (VHL) a SKA-1946 Petrohrad (MHL). V následujících třech sezónách (2016/2017, 2017/2018 a 2018/2019) patřil již výhradně do kádru SKA Petrohrad. Poté z Ruska odešel severní Ameriky, kde během ročníku 2019/2020 hrál za New York Rangers (NHL) a Hartford Wolf Pack (AHL). Následně již nastupoval pouze za newyorské Rangers, v jejichž barvách za ročník 2021/2022 vybojoval Vezinovu trofej.

### Reprezentační kariéra
Vedle klubové kariéry je Šesťorkin úspěšný rovněž v reprezentačních týmech své vlasti.

#### Mistrovství světa do 18let
V roce 2013 nastoupil Šesťorkin na mistrovství světa osmnáctiletých coby brankář číslo jedna. Jeho tým bez porážky vyhrává skupinu, v níž byla mužstva České republiky, Lotyšska, Spojených států amerických a Finska. S výjimkou utkání s Lotyšskem nastoupil Šesťorkin do všech utkání. V další fázi turnaje, ve čtvrtfinále, porazili Rusové německou reprezentaci v poměru 8:4, ale v následném semifinále prohráli se Spojenými státy americkými 3:4 po samostatných nájezdech a neuspěli ani v duelu o třetí místo, ve kterém podlehli Finům 1:2 a na turnaji tak obsadili čtvrté místo.

#### Mistrovství světa do 20let
Rusové v úvodním zápase turnaje porazili Dánsko 3:2 po samostatných nájezdech, ale v brance stál místo Šesťorkina Ilja Sorokin. V dalším utkání, již se Šesťorkinem v brance, porazilo mužstvo sborné Švýcarsko 7:0. Následující utkání se ale Šesťorkin vrátil opět pouze na střídačku a jeho mužstvo podlehlo výběru Švédska v poměru 2:3. Soupeřem Ruska ve čtvrtém utkání byla česká reprezentace. Celé utkání opět v brance nastoupil Šesťorkin, ale ruská sborná podlehla soupeři 1:4. Gólman ale pro další zápasy turnaje již v brance zůstal. Se Šesťorkinem v zádech tak ruský výběr porazil ve čtvrtfinále Spojené státy americké 2:3 a v semifinále Švédy 1:4. I do finálového zápasu Rusové vstoupili se Šesťorkinem v brance, nicméně ve třetí minutě utkání po druhém inkasovaném gólu přepustil své místo Sorokinovi. V zápase nakonec výběr Ruska podlehl Kanadě v poměru 4:5 a jeho hráči získali stříbrné medaile.

#### Seniorská reprezentace
V mužské hokejové reprezentaci vybojoval dvě bronzové medaile na světových šampionátech v letech 2016 a 2017. Dále na zimních olympijských hrách v roce 2018 vyhrál zlatou medaili.

## Ocenění a úspěchy
- 2013 MS-18 - Top tří hráčů v týmu
- 2014 MHL - All-Star Game
- 2014 MHL - Brankář měsíce září 2014
- 2015 MSJ - Top tří hráčů v týmu
- 2016 VHL - Nejnižší průměr inkasovaných branek za zápas
- 2016 VHL - Nejlepší brankář v %
- 2016 VHL - Brankář měsíce září 2015
- 2017 KHL - Utkání hvězd
- 2017 KHL - První All-Star Tým
- 2017 KHL - Brankář měsíce října 2016
- 2018 KHL - Utkání hvězd
- 2019 KHL - Nejnižší průměr inkasovaných branek za zápas
- 2019 KHL - Nejlepší brankář v %
- 2020 AHL - All-Star Game
- 2022 NHL - Nejnižší průměr inkasovaných branek za zápas
- 2022 NHL - Vezina Trophy
- 2022 NHL - Nejlepší brankář v %
- 2022 NHL - All-Star Tým
- 2022 NHL - Trofej
- 2023 NHL - All-Star Game

## Prvenství

### KHL
- Debut – 20. ledna 2014 (HK Jugra Chanty-Mansijsk proti HK Spartak Moskva)
- První inkasovaný gól - 20. ledna 2014 (HK Jugra Chanty-Mansijsk proti HK Spartak Moskva, ruským obráncem Andrej Šefer)
- První vychytaná nula – 2. března 2014 (HC Slovan Bratislava proti HK Spartak Moskva)

### NHL
- Debut – 7. ledna 2020 (New York Rangers proti Colorado Avalanche)
- První inkasovaný gól - 7. ledna 2020 (New York Rangers proti Colorado Avalanche, americkým útočníkem J.T. Compher)
- První vychytaná nula – 13. dubna 2021 (New Jersey Devils proti New York Rangers)

## Statistiky

### Základní části
| Sezona       | Tým                  | Liga         | Z   | V   | P  | R  | MIN    | OG  | ČK | POG  | %ChS |
| ------------ | -------------------- | ------------ | --- | --- | -- | -- | ------ | --- | -- | ---- | ---- |
| 2012–13      | MHK Spartak          | MHL          | 15  | 9   | 1  | 4  | 886    | 31  | 2  | 2.10 | .920 |
| 2013–14      | MHK Spartak          | MHL          | 23  | 14  | 5  | 4  | 1,399  | 33  | 5  | 1.42 | .947 |
| 2013–14      | HK Spartak Moskva    | KHL          | 9   | 1   | 5  | 2  | 428    | 20  | 1  | 2.80 | .903 |
| 2014–15      | SKA-1946             | MHL          | 3   | 2   | 0  | 1  | 159    | 6   | 0  | 2.26 | .934 |
| 2014–15      | SKA-Karelia          | VHL          | 8   | 3   | 3  | 2  | 488    | 14  | 1  | 1.72 | .943 |
| 2014–15      | SKA Saint Petersburg | KHL          | 6   | 3   | 0  | 3  | 231    | 9   | 0  | 2.33 | .917 |
| 2015–16      | SKA-Neva             | VHL          | 25  | 16  | 6  | 3  | 1,513  | 30  | 6  | 1.19 | .954 |
| 2015–16      | SKA Saint Petersburg | KHL          | 7   | 5   | 2  | 0  | 419    | 18  | 1  | 2.58 | .912 |
| 2015–16      | SKA-1946             | MHL          | 2   | 1   | 1  | 0  | 119    | 3   | 0  | 1.51 | .946 |
| 2016–17      | SKA Saint Petersburg | KHL          | 39  | 27  | 4  | 6  | 2,191  | 60  | 8  | 1.64 | .937 |
| 2017–18      | SKA Saint Petersburg | KHL          | 28  | 20  | 4  | 4  | 1,593  | 45  | 7  | 1.70 | .933 |
| 2018–19      | SKA Saint Petersburg | KHL          | 28  | 24  | 4  | 0  | 1,681  | 31  | 10 | 1.11 | .953 |
| 2019–20      | Hartford Wolf Pack   | AHL          | 25  | 17  | 4  | 3  | 1,455  | 46  | 3  | 1.90 | .934 |
| 2019–20      | New York Rangers     | NHL          | 12  | 10  | 2  | 0  | 692    | 29  | 0  | 2.52 | .932 |
| 2020–21      | New York Rangers     | NHL          | 35  | 16  | 14 | 3  | 1,900  | 83  | 2  | 2.62 | .916 |
| 2021–22      | New York Rangers     | NHL          | 53  | 36  | 13 | 4  | 3,071  | 106 | 6  | 2.07 | .935 |
| 2022–23      | New York Rangers     | NHL          | 58  | 37  | 13 | 8  | 3,489  | 144 | 3  | 2.48 | .916 |
| 2023–24      | New York Rangers     | NHL          | 55  | 36  | 17 | 2  | 3,277  | 141 | 4  | 2.58 | .912 |
| Celkem v KHL | Celkem v KHL         | Celkem v KHL | 117 | 80  | 19 | 15 | 6,543  | 183 | 27 | 1.68 | .935 |
| Celkem v NHL | Celkem v NHL         | Celkem v NHL | 213 | 135 | 59 | 17 | 12,428 | 503 | 15 | 2.43 | .921 |

### Play-off
| Sezona       | Tým                  | Liga         | Z  | V  | P  | MIN   | OG  | ČK | POG  | %ChS  |
| ------------ | -------------------- | ------------ | -- | -- | -- | ----- | --- | -- | ---- | ----- |
| 2012–13      | MHK Spartak          | MHL          | 9  | 6  | 3  | 529   | 14  | 3  | 1.59 | .948  |
| 2013–14      | MHK Spartak          | MHL          | 19 | 12 | 7  | 1,134 | 33  | 4  | 1.75 | .937  |
| 2014–15      | SKA-1946             | MHL          | 13 | 7  | 6  | 778   | 32  | 1  | 2.47 | .910  |
| 2016–17      | SKA Saint Petersburg | KHL          | 5  | 4  | 1  | 228   | 7   | 0  | 1.84 | .940  |
| 2017–18      | SKA Saint Petersburg | KHL          | 1  | 0  | 0  | 1     | 0   | 0  | 0.00 | 1.000 |
| 2018–19      | SKA Saint Petersburg | KHL          | 10 | 4  | 5  | 522   | 17  | 0  | 1.95 | .904  |
| 2019–20      | New York Rangers     | NHL          | 1  | 0  | 1  | 58    | 3   | 0  | 3.10 | .900  |
| 2021–22      | New York Rangers     | NHL          | 20 | 10 | 9  | 1,182 | 51  | 0  | 2.59 | .929  |
| 2022–23      | New York Rangers     | NHL          | 7  | 3  | 4  | 428   | 14  | 0  | 1.96 | .931  |
| 2023–24      | New York Rangers     | NHL          | 16 | 10 | 6  | 1,000 | 39  | 0  | 2.34 | .926  |
| Celkem v KHL | Celkem v KHL         | Celkem v KHL | 16 | 8  | 6  | 751   | 24  | 0  | 1.91 | .919  |
| Celkem v NHL | Celkem v NHL         | Celkem v NHL | 44 | 23 | 20 | 2,668 | 107 | 0  | 2.41 | .928  |

### Reprezentace
| Rok                       | Tým                       | Soutěž                    | Z | V | P | R | MIN | OG | ČK | POG  | %ChS |
| ------------------------- | ------------------------- | ------------------------- | - | - | - | - | --- | -- | -- | ---- | ---- |
| 2012                      | Rusko 18                  | IH18                      | 1 | — | — | — | —   | —  | 0  | 5.00 | .821 |
| 2013                      | Rusko 18                  | MS-18                     | 6 | 4 | 2 | 0 | 345 | 13 | 0  | 2.26 | .937 |
| 2015                      | Rusko 20                  | MSJ                       | 5 | 3 | 2 | 0 | 242 | 8  | 1  | 1.98 | .938 |
| 2016                      | Rusko                     | MS                        | — | — | — | — | —   | —  | —  | —    | —    |
| 2017                      | Rusko                     | MS                        | — | — | — | — | —   | —  | —  | —    | —    |
| 2018                      | OAR                       | OH                        | — | — | — | — | —   | —  | —  | —    | —    |
| 2018                      | Rusko                     | MS                        | 4 | 2 | 0 | 1 | 205 | 5  | 2  | 1.46 | .942 |
| Seniorská kariéra celkově | Seniorská kariéra celkově | Seniorská kariéra celkově | 4 | 2 | 0 | 1 | 205 | 5  | 2  | 1.46 | .942 |